# 愛のうた (倖田來未の曲)
「愛のうた」（あいのうた）は、倖田來未の37枚目のシングル。2007年9月12日にrhythm zoneから発売された。

## 解説
「CDのみ」「CD＋DVD」の2形態で発売、ジャケットもそれぞれ異なっている。なお、初回盤にはボーナス・トラックとして「愛のうた（URBAN KISS Ver.）」が収録されている。キャッチコピーは「もしひとつだけ願いが叶うとしたら･･･あなたは何を願いますか?」。

## メディアでの使用
同日に実妹のmisonoも新曲「挫折地点」を発売し、姉妹そろっての初のCDリリースとなった。この楽曲で、レコード大賞3年連続金賞受賞を果たし、｢第58回NHK紅白歌合戦｣においても当楽曲を披露した。
2020年12月31日に日本テレビで放送されたダウンタウンのガキの使いやあらへんで!の年末特番『絶対に笑ってはいけない大貧民GoToラスベガス24時!』のエンディングで、倖田來未本人が本企画の内容に沿った替え歌でリテイクした。

## 音楽性とイメージ、制作背景
女性目線からみた恋愛などを気持ちにし、ストレートに描いたバラードとなっており、現時点では、彼女の代表する楽曲の1つとして挙げられている。
「愛のうた」について、インタビューで『実はこの曲の歌詞は休日に女友達と訪れた湯河原の温泉宿で書き上げてるんですよ（笑）。その日は“鎌倉にでも行くか”って海沿いを走るうちに“温泉に行っちゃう？”ってノリだけで行ってしまったんですけど。ドライブ中の会話から、どんどんイメージがふくらんでいって。宿について、浴衣に着替えて、バーッと書き上げました（笑）。』と本人が語った。また、本楽曲が発売される当初は、別の曲がレコーディングされており、トラックのミックスが成される日に滑り込む形で本楽曲のデモテープが届いたのだと言い、これを聞いた倖田が「絶対、これだ。」と思い、スタッフに直談判して急遽、この楽曲をレコーディングし直して仕上げたのだと言う。
コーラスが一切なく、彼女の歌声一本となっている。PVでは、“優しい言葉で騙してほしい”と願いながらも、最終的には別れを告げられてしまう女性を描いた内容となっている。
また、本作の制作を切っ掛けに自身の歌詞の世界観が大きく変化していったと言い、「これまで私の恋愛観は、人に与えてもらう、求めるみたいな心境が強かったんですが、この曲を通して愛は与えられるものじゃなく、自ら与えるものなんだ、と思えるようになっていって、お互いが与え合うことで、自分本意な恋愛にならないし、恋人だけじゃなくて、家族や友人であっても、相手を思いやれるような愛を与えられるようになれたら、全ての人と人との間に対する愛にも繋がっていけるんだなって思えるようになったんです。そんな愛をこれからも歌えるようになりたいなと思いましたね。」と語っている。
この楽曲の作成のきっかけは、彼女の友人、ファンからの恋愛相談から生まれたもので、自分には経験のないグレーゾーンを題材にしたものである。なお、曲名の「愛のうた」は、「夢のうた」で2006年の第48回日本レコード大賞受賞を逃したことへのリベンジの意味を持たせて似せているという。

## 収録曲

### CD

#### 初回限定盤
1. 愛のうた [4:51]
作詞：Kumi Koda、Kousuke Morimoto
作曲：Kousuke Morimoto
編曲：Tomoji Sogawa
2. Come Over [3:38]
作詞：Kumi Koda
作曲・編曲：Miki Watanabe
このシングルのCMでは彼女自身がナレーションを担当した。
3. 愛のうた "URBAN KISS Version" (Bonus Track)
4. 愛のうた "Instrumental"
5. Come Over "Instrumental"

#### 通常盤
1. 愛のうた
2. Come Over
3. 愛のうた "Instrumental"
4. Come Over "Instrumental"

### DVD
1. 愛のうた (Music video)
2. 愛のうた (Making video)

## タイアップ
- エムティーアイ「music.jp」CMソング (#1)
- フジテレビ系列「世界柔道2007」応援ソング (#2)

## 収録アルバム
- 愛のうた
  - 『Kingdom』(ビデオクリップはアルバムバージョン)
  - 『BEST 〜third universe〜』
  - 『WINTER of LOVE』
  - 『BEST 〜2000-2020〜』

## 収録ライブ映像
- 愛のうた
  - 『KODA KUMI LIVE TOUR 2007 〜Black Cherry〜 SPECIAL FINAL in TOKYO DOME』
  - 『KODA KUMI LIVE TOUR 2008 〜Kingdom〜』
  - 『KODA KUMI LIVE TOUR 2009 〜TRICK〜』(メドレー)
  - 『KODA KUMI 2009 TAIWAN』(メドレー)
  - 『KODA KUMI LIVE TOUR 2010 〜UNIVERSE〜』
    - 『MY NAME IS...』(ファンクラブ限定盤)

  - 『Dream music park』(Dejavu)
  - 『KODA KUMI 10th Anniversary 〜FANTASIA〜 in TOKYO DOME』
  - 『KODA KUMI "ETERNITY〜Love & Songs〜"at Billboard Live』
  - 『KODA KUMI LIVE TOUR 2011 〜Dejavu〜』
  - 『KODA KUMI Premium Night 〜Love & Songs〜』
  - 『KODA KUMI LIVE TOUR 2013 〜JAPONESQUE〜』
※ 本ライブのみ、未音源として「Acoustic Ver.」が披露された。
  - 『Koda Kumi Hall Tour 2014 〜Bon Voyage〜』
  - 『Koda Kumi 15th Anniversary First Class 2nd LIMITED LIVE at STUDIO COAST』(WALK OF MY LIFE、ファンクラブ限定盤)
  - 『Koda Kumi 15th Anniversary Live Tour 2015 〜WALK OF MY LIFE〜』(Bonus Movie)
  - 『KODA KUMI 15th Anniversary LIVE The Artist』
  - 『KODA KUMI LIVE TOUR 2016 〜Best Single Collection〜』
  - 『KODA KUMI LIVE TOUR 2017 〜W FACE〜』
  - 『KODA KUMI LIVE TOUR 2018 -DNA-』
  - 『billboard classics KODA KUMI Premium Symphonic Concert 2022 @festival hall』(WINGS)
- Come Over
  - 『KODA KUMI LIVE TOUR 2007 〜Black Cherry〜 SPECIAL FINAL in TOKYO DOME』(メドレー)
  - 『KODA KUMI LIVE TOUR 2008 〜Kingdom〜』
  - 『KODA KUMI 10th Anniversary 〜FANTASIA〜』(メドレー)

## カバー
- 中森明菜 - 2015年1月10日発売のアルバム『歌姫4 -My Eggs Benedict-』に収録。
- 菊地真（平田宏美） - 2020年11月11日発売のアルバム『THE IDOLM@STER MASTER ARTIST 4 04 菊地真』に収録。